# Kolbányi Géza (repülőgép-tervező)
Kolbányi Géza (Pest, 1863. október 13. – Budapest, 1936. április 13.) magyar repülőgépmotor- és repülőgép-tervező. A repülés egyik neves magyar úttörője.

## Életpálya

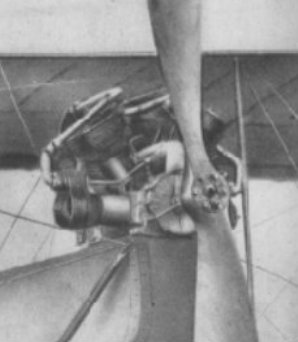
A 60 lóerős motor

A Felső Ipariskola elvégzése a Szent István kórház főgépészeként helyezkedett el.
A magyar motoros repülés a Rákosmezőn indult meg. 1909-től foglalkozott a repülőgépek akkori fő problémájával, a megbízható és könnyű repülőgépmotor tervezésével. Galcsek Szilveszter közreműködésével készítette a legerősebb hazai készítésű repülőgép motort. A motor egy hathengeres 60 lóerős, léghűtéses, legyező alakú, kétsoros elrendezésű 1300 fordulatszámú gép volt.
A motorja építésénél két eredeti megoldást is tartalmazott, egyrészt porlasztója a dúsabb vagy szegényebb benzinkeverék adagolását nem az akkor szokásos fúvóka-cserével oldotta meg, hanem a benzin és a levegő arányát a fúvókába épített kúpos csavarral szabályozta. Másrészt motorja gyújtásához elsőként használt akkumulátor telepet. Motorja nemzetközi viszonylatban is a legjobbak közé számított, a motort saját maga gyártotta.
Amikor motorja már kifogástalanul működött, elkezdte a repülőgép szerkesztését. Az első beépítés a Kolbányi I. kétfedelű gépbe, majd a sextiplán típusba került. A Kolbányi II. monoplánon Takács Sándor (Kodolányi gépeinek pilótája) pilóta ezzel a motorral érte el első repülősikereit. A gép 1911 végén összetört. Ezt követően Prodam Guido vagy Dobos István pilóták repültek gépeivel. A Kolbányi III. ugyan ezt a motort kapta, a gép pilótája 300-400 méter magasságában műrepülést végzett. 1913-ban készült el a Kolbányi IV., 100 lóerős (LE) soros Argus motorral. A Kolbányi V. kétüléses hadi monoplán volt, 1918-ig volt szolgálatba, a románok vitték el hadizsákmányként. A Kolbányi VI. konstrukció utasokkal együtt sikeresen repült többször is. Anyagi források hiányában ezután abbahagyta a kísérletezést. Műszaki oklevelét 1922-ben szerezte. A repülés egyik neves magyar úttörője.

## Írásai
1937-ben, halála után jelent meg Repülőgépem Rákoson című könyve.

## Külső hivatkozások
- Kolbányi Géza. kfki.hu. (Hozzáférés: 2012. február 15.)
- Kolbányi Géza. oszk.hu. (Hozzáférés: 2013. január 20.)